# Vinicio Capossela
Vinicio Capossela (Hannover, 14 dicembre 1965) è un cantautore, polistrumentista e scrittore italiano.
È uno tra gli artisti con il maggior numero di riconoscimenti da parte del Club Tenco (sei Targhe Tenco e un Premio Tenco alla carriera). Caratteristica centrale della sua ricerca è l’attenzione alla rappresentazione dell'opera in forma di spettacolo, che fa confluire nel suo percorso artistico anche radio, letteratura e cinema.

## Biografia

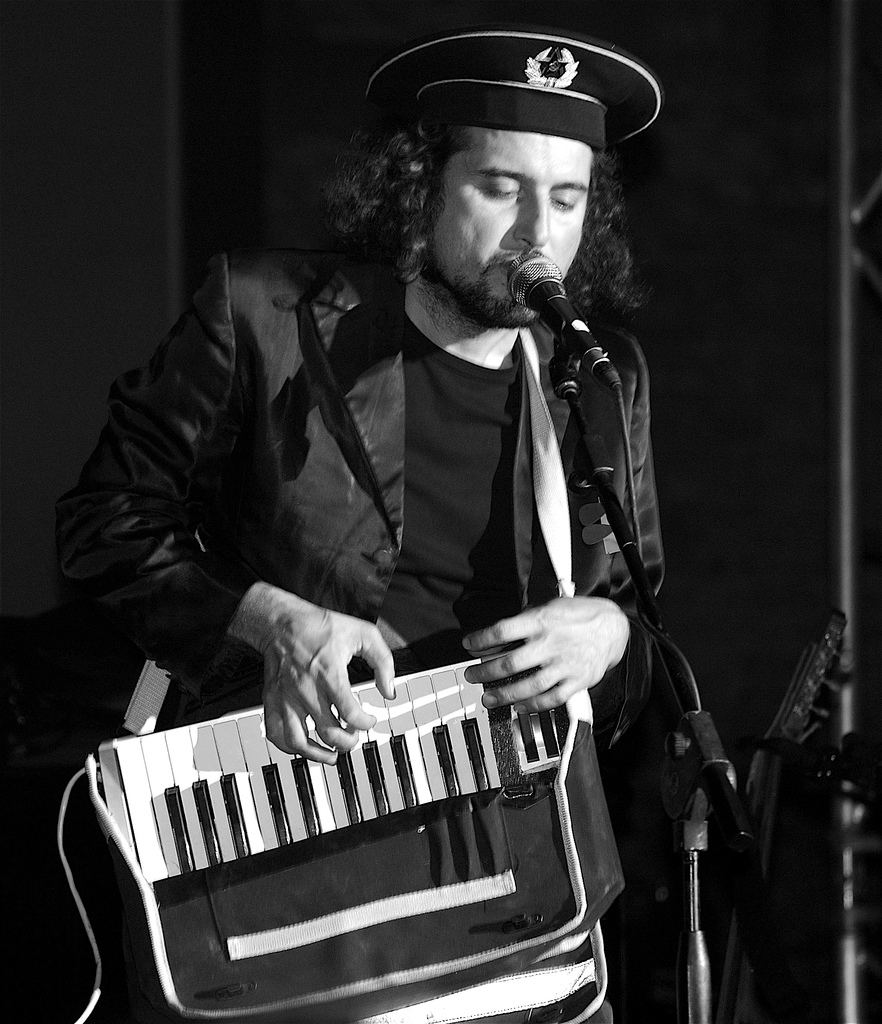
Teatro greco di Taormina, il 1º settembre 2006.

Nato in Germania da genitori originari dell'Irpinia (il padre Vito è di Calitri, la madre di Andretta), viene chiamato Vinicio, pur non essendo questo un nome della tradizione familiare, come omaggio al celebre fisarmonicista Vinicio, autore di molti dischi per la Durium negli anni sessanta, di cui il padre è fan.
Torna poco dopo in Italia con la famiglia e si stabilisce a Scandiano in provincia di Reggio Emilia. Cresce artisticamente nei circuiti underground dell'Emilia-Romagna, fino ad essere notato da Francesco Guccini, il quale lo porta al Club Tenco che lo lancia.
L'album d'esordio All'una e trentacinque circa esce nel 1990, prodotto da Renzo Fantini, e si aggiudica la Targa Tenco come Migliore Opera Prima. A esso segue Modì, che prende il nome dalla canzone omonima dedicata al pittore Amedeo Modigliani, una ballata lenta e commovente in cui si racconta la storia d'amore tra il pittore livornese e Jeanne Hébuterne, vicenda osservata dal punto di vista soggettivo della donna. Tra gli altri brani dell'album figura … e allora mambo, titolo di coda del film Non chiamarmi Omar (nel quale Capossela recita una parte), che successivamente farà parte della colonna sonora dell'omonimo film con Luca Bizzarri e Paolo Kessisoglu.
Nel 1993 si trasferisce a Milano, dove conosce Vincenzo Costantino e Paolo Rossi, con il quale collabora negli spettacoli Pop e rebelot e Milanin Milanon (1994). Per queste prime incursioni nel mondo teatrale Capossela scrive Pioggia di novembre e Decervellamento, che saranno inserite rispettivamente nei dischi Il ballo di San Vito (1996) e Canzoni a manovella (2000).
Anche l'album successivo, Camera a sud, si lega al cinema in maniera ancora più forte del precedente, sia per Che coss'è l'amor – inserito nella colonna sonora de L'ora di religione di Marco Bellocchio e in quella del primo film con Aldo Giovanni e Giacomo e Marina Massironi, Tre uomini e una gamba – sia per Zampanò, ispirato a La strada di Fellini. Camera a sud gli consente di affermarsi in Italia e all'estero: nel 1995 il tour di promozione lo porta infatti a Parigi, dove raggiunge un prestigioso sold out al Theatre de la Ville.
Nel 1996 esce Il ballo di San Vito, l'album della svolta, definito dallo stesso Vinicio non un disco, ma una vicenda. Con canzoni come Accolita dei rancorosi (liberamente tratta dal libro La confraternita del Chianti di John Fante), L'affondamento del Cinastic (che narra il fallimentare esperimento del caffè letterario Chinasky di San Giuliano Milanese) e Il Corvo Torvo, probabilmente ispirato al Racconto dell'economo dai celeberrimi Racconti di Canterbury di Geoffrey Chaucer, questo album rivela una palese contaminazione letteraria. In particolare è evidente la fortissima influenza del cantautore americano Tom Waits, già presente nei dischi precedenti e che continuerà a contrassegnare fortemente Capossela, in studio e dal vivo.
Nel 1997 continua la collaborazione con Paolo Rossi, per il quale firma la sigla del programma tv, Scatà Scatà (Scatafascio). Proprio nel 1997 comincia una serie di reading dedicati a John Fante con Vincenzo Costantino Cinaski. Durante il lungo tour di promozione del quarto disco, Capossela registra la data di Padova per Liveinvolvo del 1998, che sarà pubblicato in formato home video. A questo progetto partecipa la Kočani Orkestar di Naet Veliov, resa celebre dal film Il tempo dei gitani di Emir Kusturica.
Durante un viaggio tra Grecia, Macedonia e Turchia, avviene il primo incontro di Capossela con il rebetiko, oggetto del racconto Il girone dei rebetici inserito nel primo romanzo Non si muore tutte le mattine (2004). Pochi mesi dopo Capossela intitolerà il tour Come una parata, come in un addio, riprendendo le parole della canzone Contratto per Karelias, ispirata al brano rebetiko Fragosyriani di Markos Vamvakaris (1935). Il 1998 è anche l'anno in cui comincia la stesura de Il paese dei Coppoloni, che verrà pubblicato dopo una gestazione di 17 anni, e il giro dei Concerti per le feste, che interromperà nel 2013 per poi riprenderlo nel 2017. Nell’estate 1999 si svolge il tour Parole d’altrove, durante il quale esegue versioni italiane di tanghi di autori amati come Goyeneche e Aníbal Troilo. Infine, sonorizza la pellicola Tempi moderni di Charlie Chaplin.

### Gli anni duemila
Nel 2000 Canzoni a manovella, in cui degne di rilievo sono la canzone d'apertura, Bardamu, ispirata al protagonista del celeberrimo Viaggio al termine della notte di Céline, Decervellamento, anch'essa presente, seppur con qualche modifica, nella trasmissione Il laureato, Contratto per Karelias, un brano rebetiko tradotto dall'originale greco di Markos Vamvakaris dal nome Φραγκοσυριανή, Con una rosa, rielaborazione del racconto L'usignolo e la rosa di Oscar Wilde. Nel 2001 è ospite a Satyricon di Daniele Luttazzi, nel quale, dopo aver parlato tra le altre cose dell'album Canzoni a manovella, delle sue origini e di patafisica, esegue Con una rosa. L'album Canzoni a manovella viene premiato dal Club Tenco con la Targa Tenco per migliore album, a pari merito con Amore nel pomeriggio di Francesco De Gregori. 

Nel 2003 Capossela pubblica la raccolta L'indispensabile, con una reinterpretazione di Si è spento il sole di Adriano Celentano. 

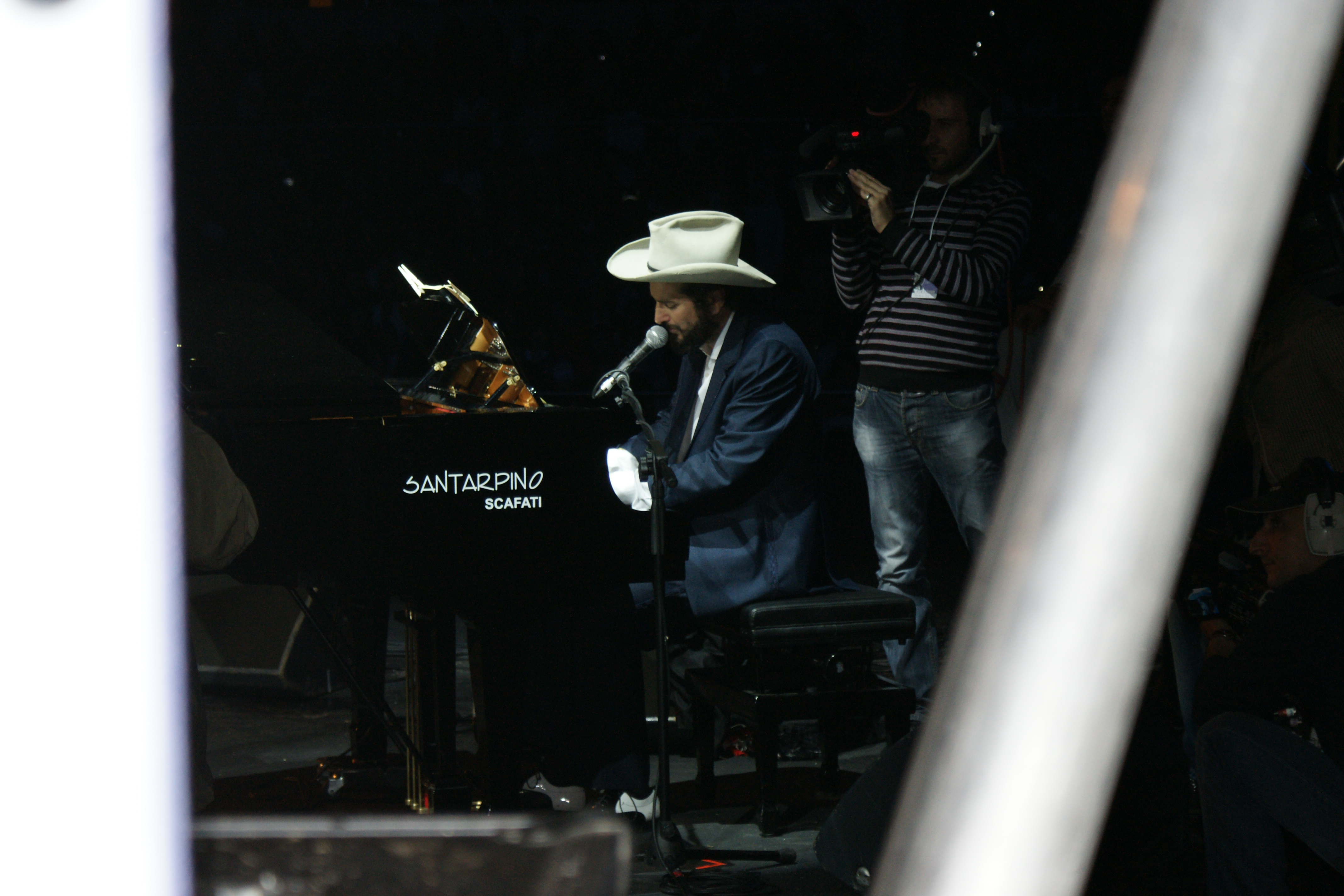
Premio Carosone 2009, 24 settembre 2009

Nel 2006 pubblica l'album Ovunque proteggi. Il chitarrista è ancora Marc Ribot (collaboratore abituale di Tom Waits), già apparso alla chitarra negli album Il ballo di San Vito e Canzoni a manovella oltre che nell'inedito Scatà Scatà (scatafascio) presente in Liveinvolvo. Il disco vince la Targa Tenco.
Dall'album vengono estratti come singoli radiofonici i brani Ovunque proteggi, Brucia Troia, Medusa Cha Cha Cha e Dalla Parte di Spessotto. L'album raggiunge il secondo posto nella classifica di vendita dopo pochi giorni dalla pubblicazione.
A novembre del 2006 esce il CD Nel niente sotto il sole - Grand tour 2006 riguardante il tour del 2006.
Riceve il "Riccio d'argento" del celebre orafo Gerardo Sacco come "Miglior live teatrale" dell'anno, principale riconoscimento di Fatti di Musica, la rassegna ideata e diretta da Ruggero Pegna, che presenta e premia alcuni tra i concerti d'autore di maggior successo di ogni stagione.
Il 18 agosto 2008, per protestare contro la decisione del governo Berlusconi di creare una discarica sull'altopiano del Formicoso in località Pero Spaccone, tiene un concerto ad Andretta (paese natìo della madre) in sostegno alla causa delle popolazioni locali riguardo alla crisi dei rifiuti in Campania. Durante il concerto, oltre alle canzoni del suo repertorio, si diverte a leggere e cantare stornelli e canti popolari irpini e alcune reinterpretazioni di Matteo Salvatore insieme agli amici della Banda della Posta di Calitri (formata da Matalena, Tottacreta, il Parrucchiere e Rocco Briuolo) e "Ciccillo" Di Benedetto, lo storico ristoratore citato nella canzone Al veglione.
Il 17 ottobre 2008 esce Da solo, il suo decimo album, che è fra i finalisti nella Targa Tenco 2009 come miglior disco dell'anno, superato da Luna persa di Max Manfredi. 
Sempre nel 2009 prende parte come attore e cantante al film Dieci inverni di Valerio Mieli, presentato alla 66ª Mostra internazionale d'arte cinematografica di Venezia. Il 24 settembre 2009 riceve il premio alla carriera da Mario Trevi all'ottava edizione del Premio Carosone, tenutasi all'Arena Flegrea della Mostra d'Oltremare di Napoli. Nello stesso anno gli rende omaggio Giusy Ferreri, che incide Con una rosa nel suo album Fotografie. 
Nel 2010 partecipa alle celebrazioni per il Giorno della Memoria tenendo il 27 gennaio a Cracovia il concerto-performance Suona Rosamunda (titolo ripreso da una sua canzone ispirata a Se questo è un uomo di Primo Levi) in collaborazione con l'artista visivo Gian Maria Tosatti. Il 1º maggio 2010 canta al Concerto del Primo Maggio in piazza San Giovanni a Roma. 

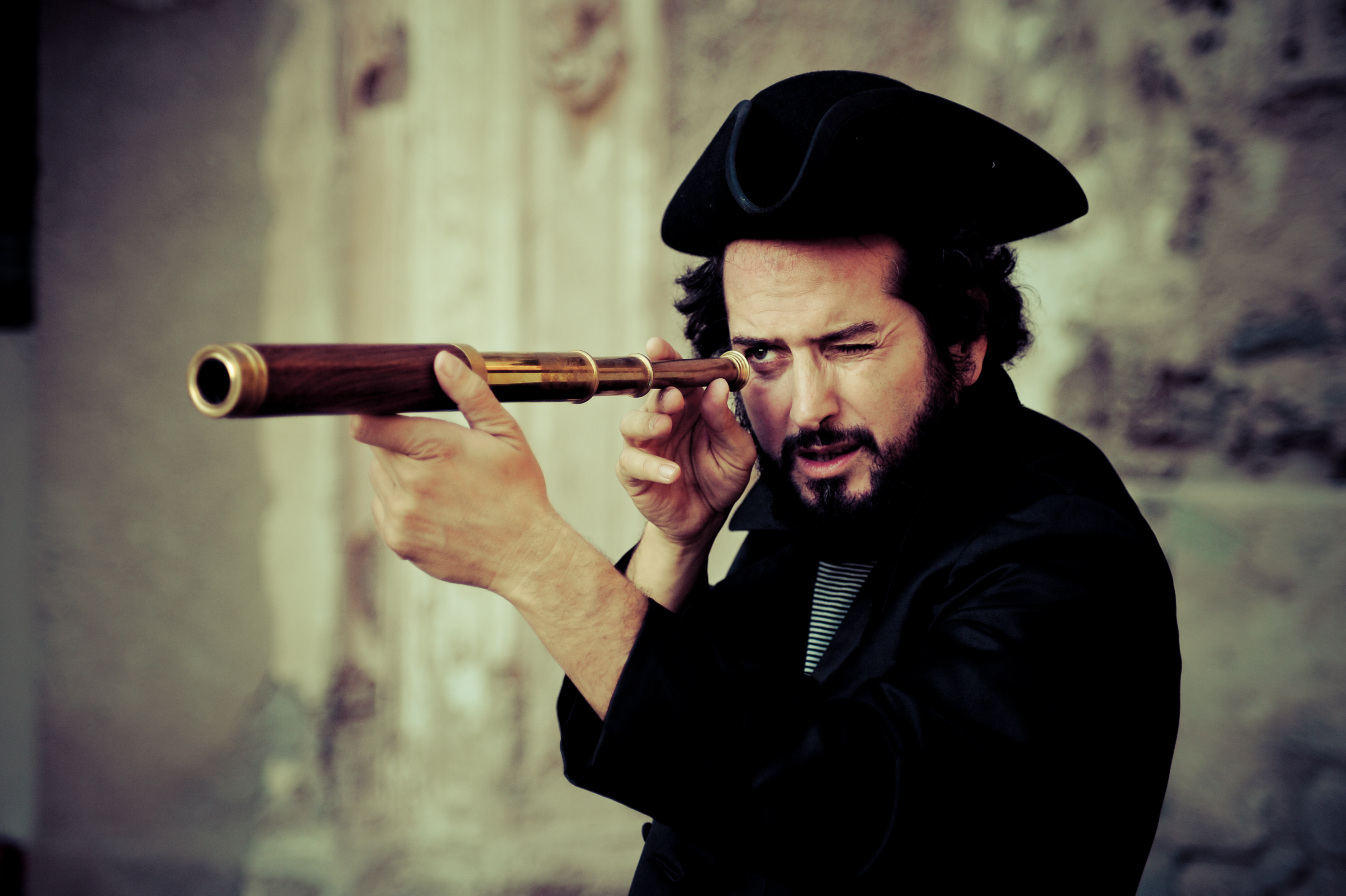
Vinicio Capossela a Ischia per le registrazioni di Marinai, profeti e balene (2010)

Per il numero di aprile 2011 della rivista XL Capossela cura l'Extended Play (EP) La nave sta arrivando contenente 6 brani, dei quali due sono anteprime dell'album Marinai, profeti e balene (distribuito dal successivo 26 aprile), mentre quattro sono registrazioni inedite. Tra di esse una cover di Bob Dylan realizzata appositamente per l'uscita dell'EP. Dall'11 al 22 aprile 2011 conduce un nuovo programma radiofonico su Radio2, dove presenta in anteprima alcuni dei pezzi del nuovo album Marinai, profeti e balene, discutendone i contenuti assieme a vari ospiti.
Nell'agosto 2011 diventa cittadino onorario del comune di Patù, commentando l'onorificenza con la frase "Ieri eru ciuveddi, oggi sono patuscio.". Il 7 ottobre 2011 Dori Ghezzi gli consegna il Premio De André alla carriera. 
Il 12 giugno 2012 esce per la Warner il nuovo CD Rebetiko Gymnastas, il famigerato disco greco mai uscito dalla sua registrazione. Nell'ottobre del 2012 Vinicio e il suo chitarrista Asso Stefana producono il primo album della Banda della Posta, con cui aveva già collaborato per il concerto contro la discarica al Formicoso.
Nell'aprile 2013 presta la voce per il film di animazione "Zarafa: la giraffa giramondo", distribuito in Italia da Nexo Digital.
Il 2 giugno 2013, nell'ambito del Bellaria Film Festival, a Capossela viene conferita la cittadinanza onoraria di Bellaria Igea Marina (Rimini). Qui nel 1989 Vinicio ottenne il suo primo ingaggio come cantautore presso lo storico locale Pjazza. L'11 agosto 2013 riceve a Cittanova (RC) il "Riccio d'argento" della 27ª edizione di Fatti di Musica, premio ai migliori live d'autore dell'anno, per il concerto con la Banda della Posta. Il 15 agosto seguente Capossela si esibisce in piazza Plebiscito a Ceglie Messapica (BR), nell'ambito del festival "La Ghironda", accompagnato dalla Banda della Posta.
Il 1º maggio 2014 si esibisce a Taranto con la Banda della Posta in occasione del concerto del Primo Maggio organizzato dal Comitato dei cittadini e lavoratori liberi e pensanti (direttori artistici Michele Riondino e Roy Paci, conduttori Luca Barbarossa, Valentina Petrini e Andrea Rivera), al quale prendono parte anche Caparezza, Afterhours, Sud Sound System, Fiorella Mannoia, Tre Allegri Ragazzi Morti, Après La Classe, 99 Posse, Paola Turci, Nobraino e altri artisti.
Dal 2013 Vinicio Capossela è inventore e direttore dello Sponz Fest. L'edizione 2014 dello Sponz, ispirato alla tematica del treno, oltre allo stesso Capossela vede partecipare musicisti Howe Gelb, Tinariwen, Robyn Hitchcock, Guano Padano, Dimitris Mistakidis, Giovanna Marini, Francesca Breschi, Otello Profazio, Sacri Cuori, Fanfare Ciocărlia e altri, scrittori Dan Fante e Vincenzo Costantino Cinaski, attori Enrico Salimbeni, Mago Wonder, Sabrina Impacciatore e Neri Marcorè e giornalisti Antonello Caporale, Cico Casartelli ed Enrico de Angelis. Nelle edizioni successive arrivano attori e registi come Ascanio Celestini, Mimmo Borrelli, Marco Martinelli e Ermanna Montanari. La terza edizione dello Sponz Fest, intitolata Raglio di luna, si chiude con la Notte d'argento alla stazione di Conza della Campania, lunga celebrazione per i 25 anni di carriera che continua in autunno con il tour europeo intitolato Qu'Art de Siècle.

### Trilogia della Cupa
Nel 2015, dopo 17 anni di gestazione, esce Il paese dei Coppoloni per Feltrinelli, che candida l'opera al Premio Strega. Pur non entrando in finale, con 159 voti Il paese dei Coppoloni risulta il più letto dai circoli di lettura dei comitati italiani ed esteri della Società Dante Alighieri, che gli assegna il Premio Dante Strega. Alla fine del 2015, come titolo di coda del film Vinicio Capossela – Nel paese dei Coppoloni diretto da Stefano Obino, la canzone Il pumminale anticipa l'uscita del disco Canzoni della cupa, rimasto in lavorazione per 13 anni. La pubblicazione è prevista per il 4 marzo 2016, ma a causa di un intervento alle corde vocali (effettuato il 18 febbraio a Lyon) viene posticipata al 6 maggio. Per la promozione di questo doppio disco Capossela mette in piedi due tour distinti: uno estivo, intitolato Polvere (una delle date è il 27 agosto, a chiusura della quarta edizione dello Sponz Fest Chi tiene polvere spara!), uno invernale, intitolato Ombra. 
Nel dicembre 2016 registra il reading radiofonico Ombre radio, in onda su Rai Radio 3 dal 19 al 30 dicembre. Chiude l'anno con il concerto Il ballo di San Vito e dei santi innocenti al Vidia Club di Cesena per festeggiare i vent'anni del disco Il ballo di San Vito.
Dopo il tour teatrale Ombra, Capossela porta Canzoni della cupa in Germania e costruisce per Sky Arte lo spettacolo In-sanità. Oratorio al politeismo napoletano con Federico Maria Sardelli, Stefano Nanni e Daniele Sepe. L'estate 2017 lo vede impegnato nel tour Atti unici e qualche rivincita. Nel concerto finale della quinta edizione dello Sponz Fest, All'incontre'r. Rivoluzioni e mondi al rovescio, Capossela ospita sul palco la banda russa Dobranotch e il regista Emir Kusturica. A ottobre riceve il Premio Tenco alla carriera, celebrato con il set Cordàmi assieme a un ensemble di soli strumenti a corde. 
Dopo il successo del doppio tour, costruisce un nuovo tour teatrale intitolato Ombre nell'inverno. Canzoni della cupa e altri spaventi. Personaggio che chiude tutti i concerti di questa tournée è Santo Nicola, di cui Capossela ristampa i racconti, scritti nel 2002, nel libello I cerini di Santo Nicola. Il 25 dicembre torna dopo quattro anni al Fuori Orario per il concerto di Natale.
Nel 2018 calca nuovamente il palco del Primo Maggio Taranto con un set dedicato alla canzone sociale e a tre personaggi di riferimento: Antonio Infantino, Enzo Del Re e Matteo Salvatore.
A luglio 2018 parte per il tour intitolato Vinicio Capossela nell'Orcaestra. Tour sinfonico orchestrale.

### Ballate e bestiari
Il 17 maggio 2019, dopo sette anni di gestazione, esce l’undicesimo lavoro discografico Ballate per uomini e bestie. L’uscita dell’album viene anticipata dalla pubblicazione del videoclip di Il povero cristo, girato a Riace e diretto da Daniele Ciprì, interpreti Marcello Fonte, Rossella Brescia e Enrique Irazoqui. L’album viene presentato alla chiesa di San Carlo al Lazzaretto di Milano; nello stesso luogo è ambientato il videoclip di Danza macabra, pubblicato poco prima dell’estate. La presentazione del 16 maggio è preceduta da un piccolo tour americano intitolato Ballate per poveri cristi che tocca Washington, Chicago e Detroit. Dopo la presentazione milanese avvia il tour estivo con gli Atti Unici in diversi centri d’Italia. La prima data è al Castello Caetani di Sermoneta, di cui viene pubblicato un teaser realizzato da Simone Cecchetti ed Emiliana Aligeri. Gli Atti unici, forma di spettacolo che Capossela ha già sperimentato nel 2017 per Canzoni della cupa, si tengono anche a Verona, in occasione del Festival della Bellezza, e Spoleto, in occasione del 62º Festival dei Due Mondi. Il disco viene poi accompagnato da un tour nella stagione estiva e invernale del 2019. Il tour estivo tocca anche la settima edizione dello Sponz Fest, “Sottaterra”. Ad accompagnare Capossela sul palco Alessandro Asso Stefana (chitarre), Niccolò Fornabaio (batteria), Andrea Lamacchia (contrabbasso), Raffaele Tiseo (violino) e Giovannangelo De Gennaro (viella e aulofoni).
Il 5 ottobre 2019 viene pubblicato il terzo singolo estratto dall’album, Di città in città (… e porta l’orso). Ballate per uomini e bestie si aggiudica la Targa Tenco nella categoria Miglior album in assoluto del 2019.
Il 17 gennaio 2020 pubblica in collaborazione con il trapper di Cesena Young Signorino il singolo +Peste che riprende il brano La peste presente in Ballate per uomini e bestie. Il 14 febbraio esce Bestiario d'amore, EP che si rifà a Il Bestiario d'amore di Richard de Fournival, scritto a metà del XIII secolo. L’EP viene lanciato con la pubblicazione della title track, accompagnata da una video animazione diretta da Matteo Cozzo sulle illustrazioni di Elisa Seitzinger. Lo stesso 14 febbraio 2020 il lavoro viene presentato alla Union Chapel di Londra. Seguono quattro date, dopodiché il tour si ferma a causa dello scoppio della pandemia da COVID-19. Durante il lockdown Capossela propone sui suoi canali social alcune puntate da dieci minuti, nelle quali affronta temi legati alle ricorrenze del giorno; l'appuntamento prende il nome di Cronache dal pandemonio.
Nell'estate 2020, con la parziale ripresa delle attività di spettacolo, presenta in tutta Italia un tour in duo con Vincenzo Vasi dal titolo Pandemonium. Dice di questo progetto: «Pandemonium è unione di “Pan”, il satiro, dio figlio di tutte le divinità, e “demonium”, creatura fantastica sospesa tra umano e divino. Ma è anche l'insieme di tutti i dèmoni che si possono scatenare in un nefasto tempo di pandemia come quello attuale. Senza dimenticare che in un periodo di isolamento, come quello trascorso da noi tutti, può capitare anche di dover fare i conti con i propri dèmoni interiori».
Le date previste saranno parzialmente recuperate a giugno 2021: il tour Bestiario d'amore viene portato a Parma (per due date in duo con Vincenzo Vasi) e poi a Ravenna, Roma e Gardone Riviera. In queste tre città lo spettacolo è proposto nella sua versione originaria, ossia con l'orchestra sinfonica. Infatti, Capossela viene accompagnato dall'Orchestra Bruno Maderna, diretta dal maestro Stefano Nanni.
A luglio 2021, in occasione dell'anno dantesco, propone il tour Bestiale Comedìa, un progetto che dal confronto con la Divina Commedia trae punti d’orientamento per una navigazione dantesca all'interno del proprio repertorio. Se quello di Dante Alighieri fu un viaggio tra i morti per salvare i vivi, la Bestiale Comedìa vuole essere un itinerario nell’immaginazione musicale e letteraria per redimere il reale dallo smarrimento in cui sembra gettato.

### Il presente
Il 30 settembre 2021 pubblica il nuovo romanzo Eclissica, edito da Feltrinelli, che ripercorre gli ultimi quindici anni di vita e di carriera, intervallati da lampi e seguendo il filo rosso dell'eclissi.
Il 27 e 28 ottobre 2021 recupera i concerti rimandati a causa della Pandemia di COVID-19 al Blue Note di Milano. Si tratta di una serie di concerti chiamati Round One Thirty Five, dedicati al trentennale del suo debutto discografico, segnato dalla pubblicazione di All'una e trentacinque circa. Durante questi spettacoli il cantautore interpreta i brani dei suoi primi tre album. Per l'occasione è accompagnato da Antonio Marangolo al sassofono, Enrico Lazzarini al contrabbasso e Giancarlo Bianchetti alla chitarra e alla batteria. Lo spettacolo si ripete in diverse occasioni nell'inverno 2021 - primavera 2022, prendendo questa volta il titolo di Personal Standards. Questo spettacolo viene riproposto durante il 2022 nei più importanti teatri e venues italiane, come il Teatro Duse a Bologna e la Casa del jazz di Roma. 
Il 4 febbraio 2022 partecipa al Festival di Sanremo 2022 in qualità di ospite durante la serata dedicata all'esecuzione di cover: insieme a Mauro Pagani, accompagna il cantautore Giovanni Truppi nella sua versione del brano Nella mia ora di libertà di Fabrizio De André.
Il 23 aprile 2022, in concomitanza con la Giornata mondiale del libro e del diritto d'autore, tiene un particolare concerto al Fuori Orario di Taneto chiamato Concerto bibliopedico. Ballate scritte a macchina, nel quale propone i brani della sua discografia tratti o ispirati dalla letteratura.
Nel novembre 2022, parte per una tournée nei Balcani, chiamata Balkangiro: gli spettacoli hanno avuto luogo nei maggiori teatri delle città di Tirana, Scutari, Skopje, Belgrado e Peja.
Nel dicembre 2022, Capossela porta i suoi Personal Standards nelle più grandi città europee (Londra, Parigi, Berlino, Bruxelles, L'Aia e Lisbona), per concludere al Teatro Mancinelli di Orvieto nell'ambito di Umbria Jazz Winter, il 29 dicembre 2022.
Il 31 dicembre si esibisce a Corato in Puglia, per il concerto di Capodanno.
Il 24 febbraio 2023, ad un anno dall'invasione russa dell'Ucraina, pubblica il brano La crociata dei bambini ispirato al poema di Bertolt Brecht La crociata dei ragazzi (1942, in Italia edito da Einaudi nel 1959) che affronta il tema della "peggiore delle catastrofi: la guerra, con tutto il corollario di avvelenamento, di semplificazione, di inflazione, di vanificazione di ogni sforzo “culturale”". 
Il 24 marzo viene pubblicato un secondo singolo, La parte del torto, ispirato ad una celebre frase di Bertolt Brecht ("Ci sedemmo dalla parte del torto perché tutti gli altri posti erano occupati") e dal forte contenuto politico. A tal proposito l'autore ha dichiarato “La politica di oggi ha smesso di fornire visioni, utopie, forme di vita eterna, idee di avvenire e di divenire. Ora si è specchiata ed abbassata all’individuo, al suo strettissimo campo di azione. Se Brecht poteva dire che ci siamo seduti dalla parte del torto, ora il torto non è più appannaggio delle forze che lottano per la libertà. La sinistra, cedendo il ruolo di difesa dei lavoratori, dei senza diritti e degli ultimi che le sarebbe stato proprio, ha lasciato libero il campo a forze che si sono prese anche la parte del torto e, fomentando la paura dell’altro, hanno portato ad una deriva in cui il torto è torto anzitutto contro il senso di umanità. La parte del torto, oggi orgogliosamente rivendicata da destra, è ormai quella in cui ci siamo messi tutti, in una lotta di mera contrapposizione che vanifica e neutralizza il concetto stesso di parte del giusto”.
I due brani anticipano l'album Tredici canzoni urgenti pubblicato il 21 aprile 2023. Riguardo la nuova opera, sul sito ufficiale dell'autore si legge:
"Tredici nuove canzoni scritte fra febbraio e giugno del 2022 e registrate nei mesi a seguire come diretta conseguenza del momento storico che stiamo vivendo. Canzoni che, come bene anticipa il titolo di questo lavoro, nascono dalla necessità di affrontare e confrontarsi con le problematiche più stringenti che affollano un mondo ormai supino, sprofondato sul divano. Un mondo in cui ogni cosa, compresa l’emozione, è stata domiciliarizzata e su cui si va abbattendo la peggiore delle catastrofi: la guerra, con tutto il corollario di avvelenamento, di semplificazione, di inflazione, di vanificazione di ogni sforzo “culturale” (argomento ben anticipato dalla prima delle canzoni urgenti, La crociata dei bambini, un brano contro tutte le guerre)"
L'uscita dell'album è stata accompagnata dall'evento live Concerto urgente svoltosi a Milano il 20 aprile 2023. Con le parole dell'autore: "Per presentare un disco urgente abbiamo scelto la forma più urgente di tutte: eseguirlo in pubblico con tutti i musicisti coinvolti la sera prima dell’uscita, in una sala da musica senza orpelli: l’auditorium Sala Verdi del Conservatorio di Milano".
Il disco ha vinto la Targa Tenco come Migliore Album in Assoluto. Durante l'estate Capossela si è esibito in una serie di Concerti urgenti. 
Ha inoltre pubblicato il libro Come li pacci - un racconto a più voci di dieci anni di Sponz Fest per Baldini+Castoldi, testo a cura di Luca Sebastiani e Irene Sciacovelli che racconta i dieci anni dell'esperienza dello Sponz Fest.
Il 4 ottobre 2024 viene pubblicato il singolo Voodoo Mambo che anticipa l'album Sciusten feste n.1965 uscito poi il 25 dello stesso mese.

## Vita privata
Nel 1994 sposa una fotomodella, da cui divorzia dopo poco più di due anni.

## Discografia

### Album in studio
- 1990 - All'una e trentacinque circa
- 1991 - Modì
- 1994 - Camera a sud
- 1996 - Il ballo di San Vito
- 2000 - Canzoni a manovella
- 2006 - Ovunque proteggi
- 2008 - Da solo
- 2011 - Marinai, profeti e balene
- 2012 - Rebetiko Gymnastas
- 2016 - Canzoni della cupa
- 2019 - Ballate per uomini e bestie
- 2023 - Tredici canzoni urgenti
- 2024 - Sciusten feste n.1965

### Album dal vivo
- 1998 - Liveinvolvo (con la Kočani Orkestar)
- 2006 - Nel niente sotto il sole - Grand tour 2006
- 2009 - Solo Show Alive

### Raccolte
- 2003 - L'indispensabile
- 2010 - The story-faced man

### EP
- 2011 - La nave sta arrivando
- 2020 - Bestiario d'amore

## Riconoscimenti
- Targa Tenco
  - 1991 – Miglior opera prima  per All'una e trentacinque circa
  - 1994 –Candidatura al miglior album per Camera a sud
  - 2001 – Miglior album per Canzoni a Manovella
  - 2006 – Miglior album per Ovunque Proteggi
  - 2011 – Miglior album per Marinai, profeti e balene
  - 2012 –Candidatura al miglior album per Rebetiko Gymnastas
  - 2016 –Candidatura al miglior album per Canzoni della cupa
  - 2019 – Miglior album per Ballate per uomini e bestie
  - 2023 – Miglior album per Tredici canzoni urgenti

- Ovunque proteggi - Premio Lunezia della Critica 2006
- Premio Fernanda Pivano 2007
- Premio Piero Ciampi 2008
- Con il brano Lettere di soldati - Premio Amnesty Italia 2009[47]
- Premio De André alla carriera
- Canzoni della cupa - Premio Lunezia Canzone d'Autore 2017 per il valore Musical-Letterario dell'Album
- Premio Tenco alla carriera 2017
- Bestiale Comedìa - Premio Rockol come Miglior Live 2021
- Laurea ad honorem in "Lingue e Comunicazione Interculturale in Area Euromediterranea" - Università Orientale di Napoli 2023[48]

## Videografia
- All'una e trentacinque circa
- Modì
- Marajà - regia di Ago Panini
- Si è Spento il Sole - regia di Ago Panini
- Ovunque Proteggi - regia di Valerio Spada
- Non Trattare - regia di Valerio Spada
- Brucia Troia
- Il Gigante e il Mago - regia di Gianfranco Firriolo
- Una Giornata Perfetta - regia di Virgilio Villoresi
- Pryntyl - regia di Virginio Villoresi
- ...e allora Mambo
- Canzone a manovella
- Abbandonato (Los ejes de mi carreta)[49]
- Rebetiko Mou
- Il ballo di San Vito
- La padrona mia - regia di Sara Fgaier
- Il pumminale - regia di Lech Kowalski
- La Bestia nel grano - regia di Paolo Boriani
- Scorza di Mulo - Regia di Dario Cioni e Enrico De luigi
- Il Treno - Regia di Dario Cioni e Enrico De luigi
- Il Povero Cristo - Regia di Daniele Ciprì
- Di città in città... (E porta l'orso) - regia di Simone Cecchetti
- +Peste - Regia di Daniele Martinis
- Bestiario d'amore
- La crociata dei bambini
- La parte del torto
- La cattiva educazione - regia di Francesco Coppola

## Filmografia
- Non chiamarmi Omar, regia di Sergio Staino (1992)
- Liveinvolvo regia di Sabino Esposito (1998)
- Cecilia, regia di Antonio Morabito (2001)
- Nel niente sotto il sole - Grand tour 2006, regia di Mario Aprile Zanetti (2006)
- Solo Show Alive, regia di Gianfranco Firriolo (2009)
- Dieci inverni, regia di Valerio Mieli (2009)
- La faccia della terra, regia di Gianfranco Firriolo (2010)
- Indebito, regia di Andrea Segre (2013)
- Vinicio Capossela - Nel paese dei coppoloni, regia di Stefano Obino (2016)

## Altro
- I cerini di Santo Nicola – Radio Due 2002
- Radiocapitolazioni – Radio Tre 2004
- Fuggite amanti amor. Rime e lamentazioni per Michelangelo 2007
- Il Gigante e il Mago – Radio Due 2009
- Marinai, profeti e balene– Radio Due 2011
- Primo ballo della Banda della Posta – produttore 2013
- Ombre Radio – Radio Tre 2016

## Tributo
- Raccol(i)ta dei Rancorosi - 2007 (con ricavato devoluto all'Amref)

Nel 2007 esce un cd tributo a Vinicio Capossela che vede la partecipazione di diciotto artisti del panorama indipendente italiano, fra i quali Bugo, Federico Sirianni e i Nobraino.

## Altri lavori
- 1993 - Il volo di Volodja (omaggio a Vladimir Semënovič Vysockij)
- 1999 - La notte del Dio che balla (raccolta di autori vari)
- 2004 - Radiocapitolazioni (14 Racconti radiofonici a Radio3)

### Opere
- Vinicio Capossela, Non si muore tutte le mattine, Feltrinelli, 2004, ISBN 88-07-01647-8.
- Vinicio Capossela, In clandestinità, Feltrinelli, 2009, ISBN 978-88-07-01785-8.
- Vinicio Capossela, Tefteri, Il Saggiatore, 2013.
- Vinicio Capossela, Il paese dei coppoloni, Feltrinelli, 2015, ISBN 978-88-07-01785-8.
- Vinicio Capossela, Eclissica, Feltrinelli, 2021, ISBN 978-88-07-03473-2.
- Vinicio Capossela presenta Come li pacci. Un racconto a più voci di dieci anni di Sponz Fest, a cura di Luca Sebastiani e Irene Sciacovelli, Baldini+Castoldi, 2023, EAN 9791254940945.